# .cf
.cf — в Інтернеті, національний домен верхнього рівня (ccTLD) для Центральноафриканської Республіки.